# Sunipia
Sunipia es un género que tiene asignadas 24 especies de orquídeas,  de la subtribu Bulbophyllinae de la  familia (Orchidaceae). 

## Especies
- Sunipia andersonii (King & Pantl.) P.F.Hunt, Kew Bull. 26: 183 (1971)
- Sunipia angustipetala Seidenf., Nat. Hist. Bull. Siam Soc. 28: 7 (1980)
- Sunipia annamensis (Ridl.) P.F.Hunt, Kew Bull. 26: 183 (1971)
- Sunipia australis (Seidenf.) P.F.Hunt, Kew Bull. 26: 183 (1971)
- Sunipia bicolor Lindl., Gen. Sp. Orchid. Pl.: 179 (1833)
- Sunipia candida (Lindl.) P.F.Hunt, Kew Bull. 26: 183 (1971)
- Sunipia cirrhata (Lindl.) P.F.Hunt, Kew Bull. 26: 184 (1971)
- Sunipia cumberlegei (Seidenf.) P.F.Hunt, Kew Bull. 26: 184 (1971)
- Sunipia dichroma (Rolfe) T.B.Nguyen & D.H.Duong in T.B.Nguyen (ed.), Fl. Taynguyen. Enum.: 205 (1984)
- Sunipia grandiflora (Rolfe) P.F.Hunt, Kew Bull. 26: 184 (1971)
- Sunipia hainanensis Z.H.Tsi, Acta Phytotax. Sin. 33: 590 (1995)
- Sunipia intermedia (King & Pantl.) P.F.Hunt, Kew Bull. 26: 184 (1971)
- Sunipia jainii Hynn. & Malhotra, J. Indian Bot. Soc. 57: 31 (1978)
- Sunipia kachinensis Seidenf., Nordic J. Bot. 1: 211 (1981)
- Sunipia minor (Seidenf.) P.F.Hunt, Kew Bull. 26: 184 (1971)
- Sunipia nepalensis Raskoti & Ale, Phytotaxa 31: 55 (2011)
- Sunipia nigricans Aver., Taiwania 52: 302 (2007)
- Sunipia pallida (Aver.) Aver., Bot. Zhurn. (Moscow & Leningrad) 84(10): 129 (1999)
- Sunipia rimannii (Rchb.f.) Seidenf., Nat. Hist. Bull. Siam Soc. 28: 8 (1980)
- Sunipia scariosa Lindl., Gen. Sp. Orchid. Pl.: 179 (1833)
- Sunipia soidaoensis (Seidenf.) P.F.Hunt, Kew Bull. 26: 184 (1971)
- Sunipia thailandica (Seidenf. & Smitinand) P.F.Hunt, Kew Bull. 26: 184 (1971)
- Sunipia virens (Lindl.) P.F.Hunt, Kew Bull. 26: 185 (1971)
- Sunipia viridis (Seidenf.) P.F.Hunt, Kew Bull. 26: 185 (1971)